# Der Arumbaya-Fetisch

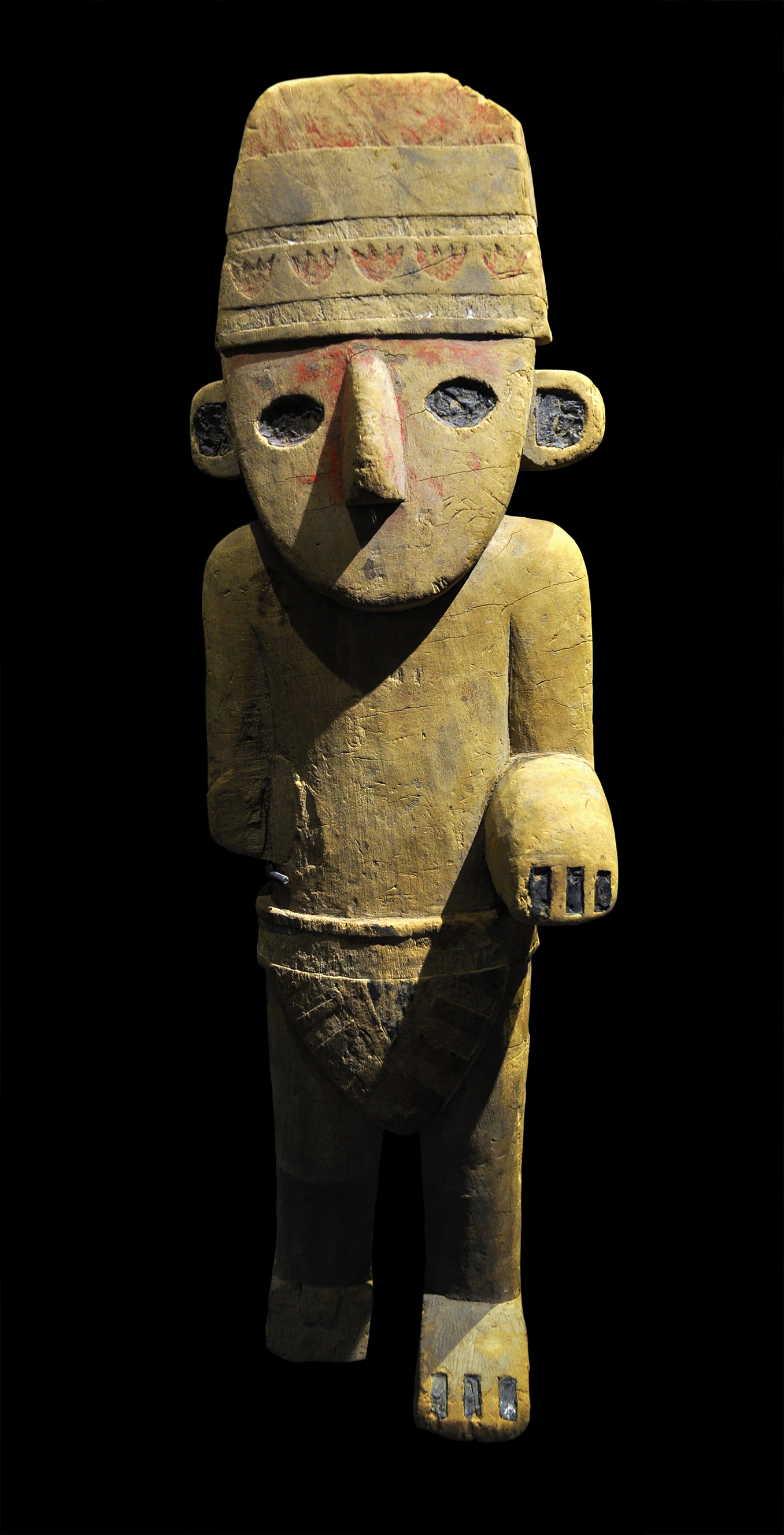
Tim ist auf der Spur eines Fetisches wie diesem. Diese Statue, die sich in der Sammlung der Königlichen Museen für Kunst und Geschichte in Brüssel befindet, diente Hergé als Vorlage.

Der Arumbaya-Fetisch (französischer Originaltitel: L'oreille cassée, wörtl: „Das zerbrochene Ohr“) ist der sechste Comicband der Serie Tim und Struppi des belgischen Comiczeichners Hergé. Die Geschichte erschien zunächst von 1935 bis 1937 in der Zeitschrift Le Petit Vingtième, dann als kompletter Band 1937. Sie wurde 1943 neu gezeichnet und koloriert.

## Handlung

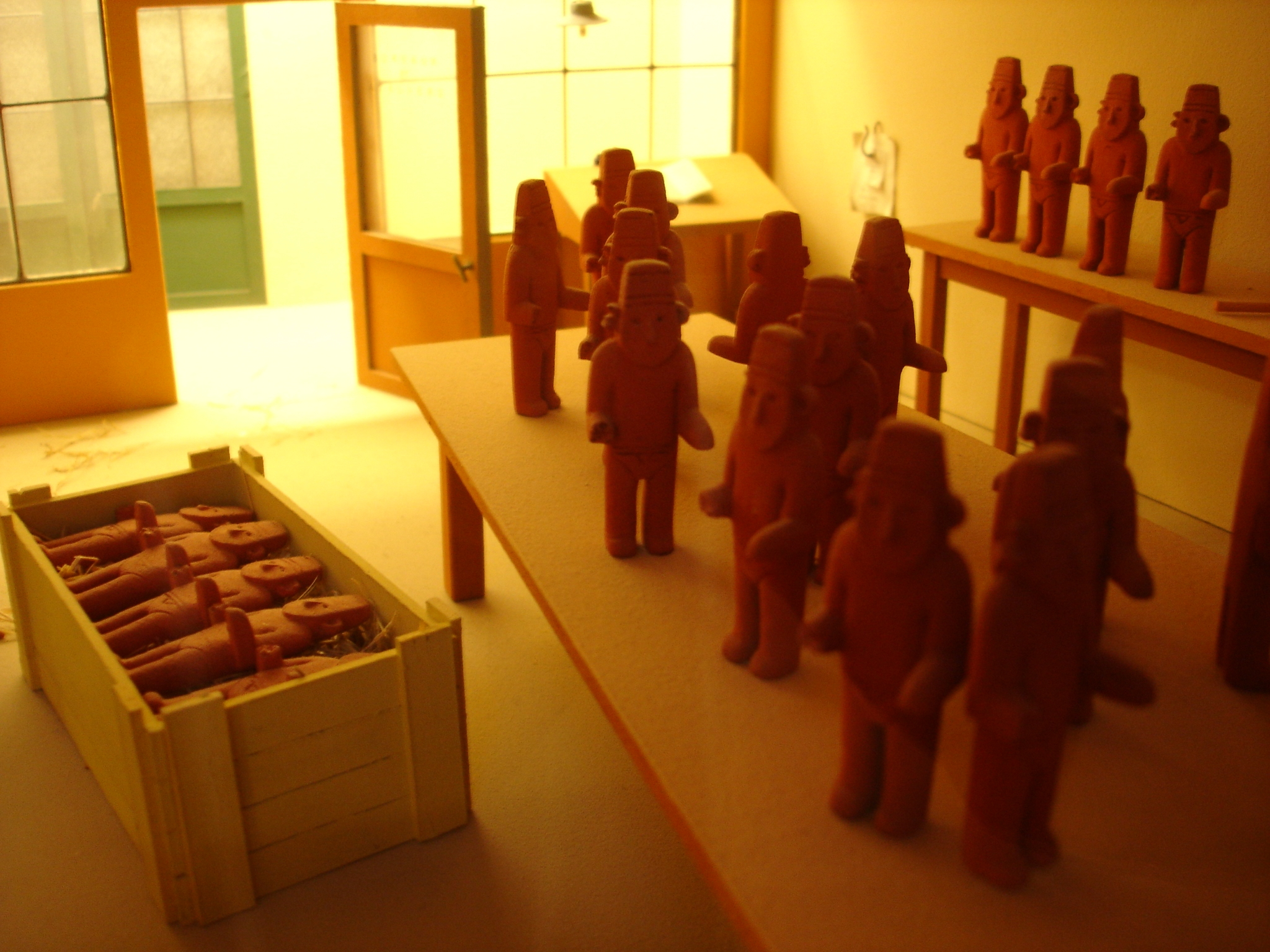
Tim stößt auch auf eine Werkstatt voller Fetische

Ein etwa 40 Zentimeter hoher Fetisch in Gestalt einer Statuette, der ursprünglich einem südamerikanischen Indianerstamm, den Arumbayas, gehörte, wird aus dem Museum für Völkerkunde in Brüssel gestohlen. Am nächsten Tag findet er sich in dem Museum zusammen mit einem anonymen Brief wieder. Darin entschuldigt sich der Dieb und erklärt, es sei nur um eine Wette gegangen. Tim erkennt, dass es sich um eine Fälschung handelt, denn der Originalfetisch hat ein angebrochenes Ohr.
Tim erfährt, dass ein Bildhauer gestorben ist, und vermutet, dass dieser die Fälschung angefertigt hat und anschließend ermordet wurde. Bei einem Besuch in dessen Wohnung erhärtet sich dieser Verdacht. Tim versucht nun, den Papagei des Bildhauers in seine Hand zu bekommen, doch zwei Lateinamerikaner, Alonzo Perez und Ramon Bada, sind ebenfalls dem Papagei und damit dem Fetisch auf der Spur. Sie brechen bei Tim ein und versuchen zweimal, ihn zu ermorden. Beim zweiten Mordversuch versuchen sie, ihn mit dem Auto zu überfahren. Tim gelingt es, die Identität der beiden zu ermitteln und belauscht diese. Dabei hört Tim, wie der Papagei bezeugt, dass ein gewisser Rodrigo Tortilla den Bildhauer umgebracht hat.
Durch das Gespräch von Alonzo und Ramon, die den Mörder persönlich kennen, erfährt Tim von ihrem Plan, Tortilla auf der Schiffsreise nach Südamerika den Fetisch zu rauben. Tim folgt ihnen an Bord und wird trotz der Bemühungen von Perez und Bada nicht entdeckt. Nachdem die beiden Tortilla ermordet haben, entdecken sie, dass dieser ebenfalls nur eine Nachbildung des Fetischs besaß. Tim nimmt beide fest und lässt sie den Behörden von San Theodoros übergeben, einem fiktiven Kleinstaat in Südamerika. Dort werden die beiden Mörder sofort freigelassen. Tim wird von staatlichen Behörden an Land gelockt und soll von einem Erschießungskommando hingerichtet werden. Kurz vor der Exekution greift die Armee der Rebellen von General Alcazar nach der Macht, einer Figur, die in späteren Abenteuern noch mehrmals auftreten wird. Tim hatte sich vor der Exekution stark betrunken und im Rausch General Alcazar hochleben lassen, weshalb die Rebellen ihn für einen Helden halten. Alcazar ernennt diesen sofort zum Oberst und persönlichen Adjutanten, beide spielen regelmäßig Schach gegeneinander. Alonzo und Ramon, die selbst Offiziere geworden sind, versuchen weiter, Tim zu ermorden.
Vor einem weiteren Mordversuch durch Alonzo und Ramon wird Tim durch einen Blitzschlag gerettet. Er überwältigt die beiden und bringt sie ins Gefängnis. In der Zwischenzeit versuchen rivalisierende Ölgesellschaften, die General American Oil und die British South-American Petrol, San Theodoros und den Nachbarstaat Nuevo-Rico in einen Krieg zu verwickeln. Der Waffenhändler Basil Bazaroff beliefert beide Seiten. Tim wird von einem Helfershelfer Bazaroffs aufgefordert, seinen Einfluss bei Alcazar dazu zu nutzen, diesen zum Kriege mit Nuevo-Rico zu drängen. Tim weist dieses Anliegen empört zurück und schafft sich damit Todfeinde. Zunächst soll Tim vom Auftragsmörder Pablo erschossen werden. Dieser Versuch scheitert und Tim stellt Pablo zur Rede. Nachdem dieser um sein Leben bettelt, lässt Tim diesen aus Edelmut laufen. Bazaroffs Handlanger konstruiert nun eine Intrige und lässt Alcazar glauben, Tim sei ein Spion Nuevo-Ricos. Ohne Tim anzuhören, beschließt Alcazar Tims Festnahme und Hinrichtung. Tim findet sich erneut in der Todeszelle wieder. Pablo befreit Tim aus Dankbarkeit und stellt ihm einen Fluchtwagen zur Verfügung. Tim flieht in einem san-theodorianischen Militärfahrzeug nach Nuevo-Rico, was den Krieg auslöst. Tim wird in Nuevo-Rico von Militärs gefangen genommen. Er entkommt und flieht in den Dschungel, wo ihm zunächst ein Plantagenbesitzer hilft. Tim macht sich auf zum Arumbayastamm. Dort begegnet ihm der weiße Forscher Ridgewell, der beschlossen hat, bei den Arumbayas zu bleiben. Ridgewell erzählt Tim von dem Forscher Walker. Dessen Begleiter Lopez stahl den Arumbayas den Fetisch und einen Diamanten. Die Arumbayas ermordeten aus Wut die Expeditionsteilnehmer der Gruppe um Walker, nur Lopez konnte entkommen. Tim schlussfolgert, dass der Diamant in dem Fetisch versteckt war. Tim verlässt die Arumbayas und trifft Ramon und Alonzo wieder. Er überwältigt diese und findet einen Zettel bei Alonzo, der seine Vermutung über das Versteck des Diamanten bestätigt. Alonzo und Ramon befreien sich und werfen Tim in einen Fluss, dieser schafft es, an Land zu schwimmen und sich wieder in die Zivilisation durchzuschlagen. Mittlerweile haben die beiden Staaten wieder einen Waffenstillstand geschlossen.
Tim und Struppi fahren nach Hause und entdecken, dass mittlerweile in großen Mengen Kopien des Fetischs produziert werden. Tim findet heraus, dass das Original sich im Nachlass des Bildhauers befand. Der Bruder des Bildhauers hat das Original an einen reichen Amerikaner verkauft, der sich auf dem Weg in die USA an Bord eines Transatlantikliners befindet. Er fliegt dem Schiff mit einem Wasserflugzeug nach und trifft dort erneut auf Alonzo und Ramon, die dem Amerikaner den Fetisch gerade gestohlen haben. Sie lassen den Fetisch fallen, dieser zerbricht und der Diamant rutscht über das Deck und fällt in den Ozean. Bei einem Kampf fallen Tim und die beiden Verbrecher hinterher. Tim wird gerettet, Alonzo und Ramon ertrinken. Beide werden in einer für das ganze Tim-und-Struppi-Werk einmaligen Szene von kleinen Teufeln in die Hölle gebracht. Der Amerikaner schenkt den Fetisch dem Museum in Brüssel, wo er zusammengeflickt wieder seinen alten Platz einnimmt.

## Hintergrund
Die Geschichte beginnt mit der längsten Szene aus Tims Alltag überhaupt, erstmals wird zudem den Lesern Tims einfache Wohnung in der Labradorstraße in Brüssel gezeigt. Tims Tag beginnt mit einem Frühsport-Radioprogramm. Solche wurden ab 1935 in Belgien gesendet, just in dem Jahr, als der Arumbaya-Fetisch erstmals gedruckt wurde. Nachdem er vom Diebstahl des Fetischs erfährt, fährt er zum Museum, da ihm der Instinkt als Reporter eingibt, auf eine „heiße“ Story zu stoßen.
Die Geschichte enthält viele Anspielungen auf den Chacokrieg zwischen Bolivien und Paraguay in den Jahren 1932 und 1935, in dessen realen Verlauf über 100.000 Menschen ihr Leben verloren. In diesem Krieg spielten die rivalisierenden Ölfirmen Standard Oil und British Petroleum eine Rolle, die Hergé zu General American Oil und British South-American Petrol verfremdet. Die Figur Basil Bazaroff basiert auf dem echten Waffenhändler Basil Zaharoff. Die Figur des Ethnologen Ridgewell trägt Züge des Forschungsreisenden Percy Fawcett, der 1925 im brasilianischen Urwald verschwand. Geschickt vermischt Hergé reale und fiktionalisierte Ortsnamen, um sein Werk zum einen zeitlos zu machen und zum anderen ihm eine gewisse Glaubwürdigkeit zu geben.
Auch Hergés Darstellung der Indianer Südamerikas basiert wohl auf sehr umfangreichen Unterlagen, besonders zu den Jivaro. Die Blasrohre, die im zweiten Teil Verwendung finden, die Köcher und Pfeile stimmen sehr genau mit jenen dieses Volkes überein. Die Bilder des Völkerkundemuseums in der Geschichte sind mit zahlreichen Werken vollgestopft, die es so oder ähnlich in den realen Museen von Brüssel und Tervuren zu sehen gibt. Der zentrale Gegenstand des Bandes, der Fetisch der Arumbaya, ist ein Abbild eines realen Fetisches, der noch heute in den königlichen Museen für Kunst und Geschichte in Brüssel zu bewundern ist. Dieser ist ein 55 Zentimeter großes Abbild einer männlichen Chimú-Gottheit, der in Peru verehrt wurde. Die Statue wurde zwischen 1200 und 1438 gefertigt.
Das Werk kann sehr verschieden gelesen werden. Zum einen ist es eine Kriminalgeschichte, zum anderen eine Satire auf Militärdiktaturen und westliche Großmächte, die, um ihre wirtschaftlichen Interessen durchzusetzen, nicht davor zurückschrecken, einen Krieg anzuzetteln.
Die Sprache der Arumbaya beruht auf dem Brüsseler Dialekt sowie spanischen Redewendungen, es wird zu einem subtilen Sprachwitz für Brüsseler.

## 1930er Edition und 1940er Edition im Vergleich
Die schwarz-weiß Version aus den 30er Jahren und die farbige aus den 40er Jahren sind sich sehr ähnlich, dennoch gibt es einige Unterschiede:
| Szene | 1930er Edition | 1940er Edition                                                                                  |
| --- | --- | ----------------------------------------------------------------------------------------------- |
| Tim nimmt ein Bad, während er dem Radio zuhört.                                                                                   | Die Nachrichten beginnen mit dem Krieg Italiens in Abessinien. | Die Nachrichten beginnen direkt mit dem Diebstahl des Fetischs.                                 |
| Tim liest in einem Buch über die Arumbayas.                                                                                       | Tim träumt, dass er nachts von einem Arumbaya mit einem Blasrohr angegriffen wird. Er wacht auf und merkt, dass er von einem Moskito gestochen worden war.               | Tim hat keinen Alptraum. Später wird eine ähnliche Szene bei Die sieben Kristallkugeln benutzt. |
| Nachdem Perez und Ramon an Bord der Wappen von Bonn festgenommen wurden, erhält Tim einen Brief, mit der Bitte an Land zu kommen. | Der Steward, der Tim den Brief bringt, ist betrunkener als normalerweise. Er hat ein schlechtes Gewissen, da er es war, der die Ermordung Tortillas mitverursacht hatte. | Der Steward ist trotz seiner roten Nase recht nüchtern.                                         |
| Trickler beschließt jemanden mit der Ermordung Tims zu beauftragen.                                                               | Pablo ist der Verbindungsmann zum Killer. Der Killer ist Juan Paolino, der Terror von Las Dopicos und der beste Schütze im Land.                                         | Der Verbindungsmann heißt Rodriguez und der Killer Pablo.                                       |
| Tricklers Killer und Ramon scheitern beide daran Tim zu ermorden.                                                                 | Paolino behauptet, den Auftraggeber nicht zu kennen, da das in diesem Geschäft so üblich sei.                                                                            | Pablo gesteht, dass es Rodriguez war, der ihn beauftragt habe. Dieser arbeite für Trickler.     |
| Als Tim wegen Spionage in der Todeszelle sitzt, beschließt der von ihm begnadigte Pablo/Juan Paolino, ihn zu befreien.            | Tim will zunächst in der Stadt bleiben, wird dann aber dazu überredet, zu fliehen.                                                                                       | Tim flieht ohne Diskussion.                                                                     |

## Weiterverwendung der Figuren
In späteren Alben, Die sieben Kristallkugeln, Kohle an Bord und Tim und die Picaros wird es ein Wiedersehen mit General Alcazar geben. In Tim und die Picaros trifft Tim Pablo und die Arumbayas (inklusive Ridgewell) wieder. Auf Seite 47 im Album Der Fall Bienlein ist Mr. Trickler unter den Gästen im Hotel Zsnôrr in Bordurien zu sehen, allerdings bemerken sich er und Tim nicht. Zu einem persönlichen Treffen mit Trickler kommt es erst wieder im unvollendeten Album Tim und die Alpha-Kunst, in dem er gemeinsam mit den Hauptcharakteren zu Gast in der Villa des Magiers Endaddin Akass ist.